# ماينارد موريسون
ماينارد موريسون (بالإنجليزية: Maynard Morrison)‏ هو لاعب كرة قدم أمريكية أمريكي، ولد في 28 مايو 1909، وتوفي في 2 يونيو 2006.